# Kamilla Aasebø
Kamilla Aasebø (født 11. juli 2006 i Kjelsås) er en cykelrytter fra Norge, der kører for Uno-X Mobility.